# Marschkaninchen
Das Marschkaninchen (Sylvilagus palustris) ist eine Säugetierart aus der Gattung der Baumwollschwanzkaninchen innerhalb der Hasenartigen. Es lebt in Sumpfgebieten im Osten der Vereinigten Staaten von Virginia bis Florida, wobei eine Unterart auf den Florida Keys vorkommt.

## Merkmale
Das Marschkaninchen ist eine relativ große Art der Baumwollschwanzkaninchen. Chapman & Willner 1983 geben für die Art eine durchschnittliche Kopf-Rumpf-Länge von 43,6 Zentimetern an, wobei sie nur fünf Exemplare vermessen haben. Die Schwanzlänge beträgt 3,3 Zentimeter, die Länge der Hinterfüße 9,1 Zentimeter und die Länge der Ohren (getrocknet) 5,2 Zentimeter.
Die raue Fell ist dunkelbraun, die Füße sind an der Oberseite rotbraun und unterseits etwas dunkler. Der Schwanz ist kurz und unscheinbar, seine Unterseite ist weiß.

## Verbreitung

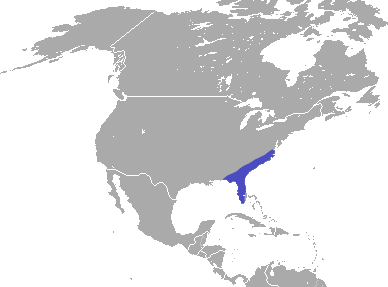
Verbreitungsgebiet des Marschkaninchens

Das Verbreitungsgebiet des Marschkaninchens umfasst die Sumpfgebiete an der Ostküste der Vereinigten Staaten von Virginia bis Florida bis auf die Florida Keys.

## Lebensweise

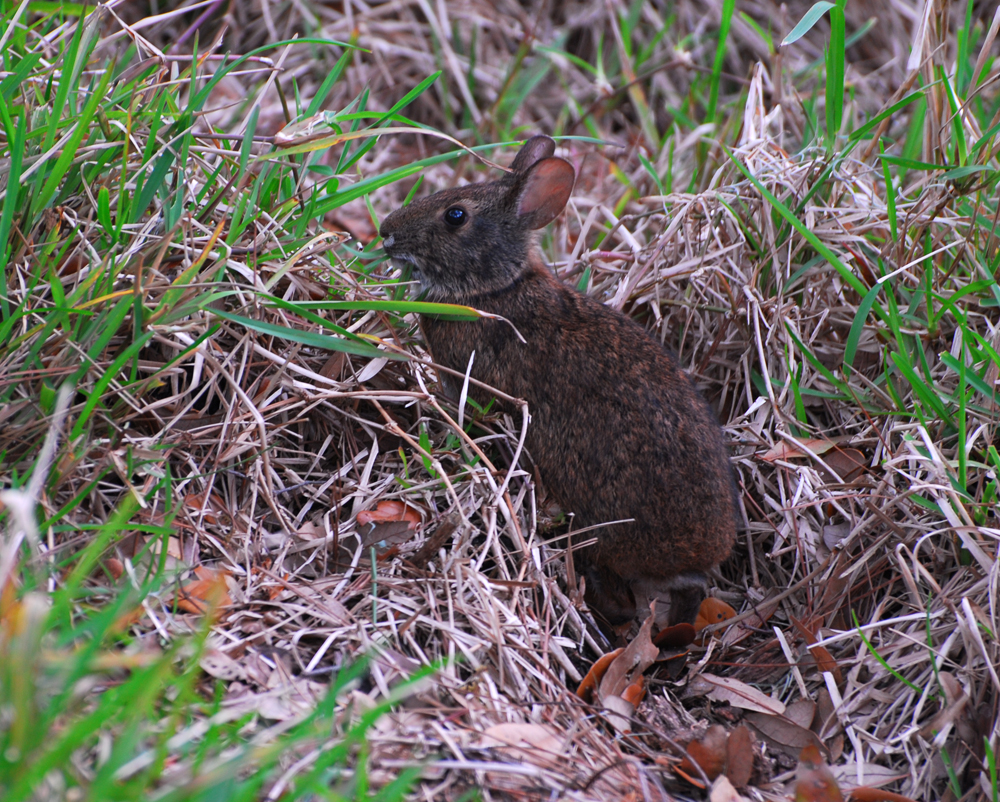
Das Marschkaninchen ernährt sich vor allem von Gräsern.

Als Lebensräume besiedelt das Marschkaninchen Küstensumpfgebiete, die häufig von Brackwasser bestimmt sind. In der Vergangenheit war es zudem häufig auch in Süßwassersümpfen zu finden, die jedoch heute weitestgehend trockengelegt sind. Innerhalb ihres Habitats sind die Marschkaninchen in der Regel an Rohrkolben (Typha) gebunden und das Wasser stellt den limitierenden Verbreitungsfaktor dar.
Die Art ist nachtaktiv und lebt als Einzelgänger. Während des Tages sitzt das Kaninchen die meiste Zeit regungslos in einer Sasse, die es zum Abend verlässt. Die Tiere verbringen die meiste Zeit im Wasser und sind sehr gute Schwimmer, auf dem Land bewegen sie sich eher gehend als hüpfend fort. Die Paarungs- und Fortpflanzungszeit umfasst das gesamte Jahr und in der Regel haben die Weibchen sechs Würfe pro Jahr. Ein Weibchen bringt pro Jahr etwa 15 bis 20 Nachkommen zur Welt.

## Systematik

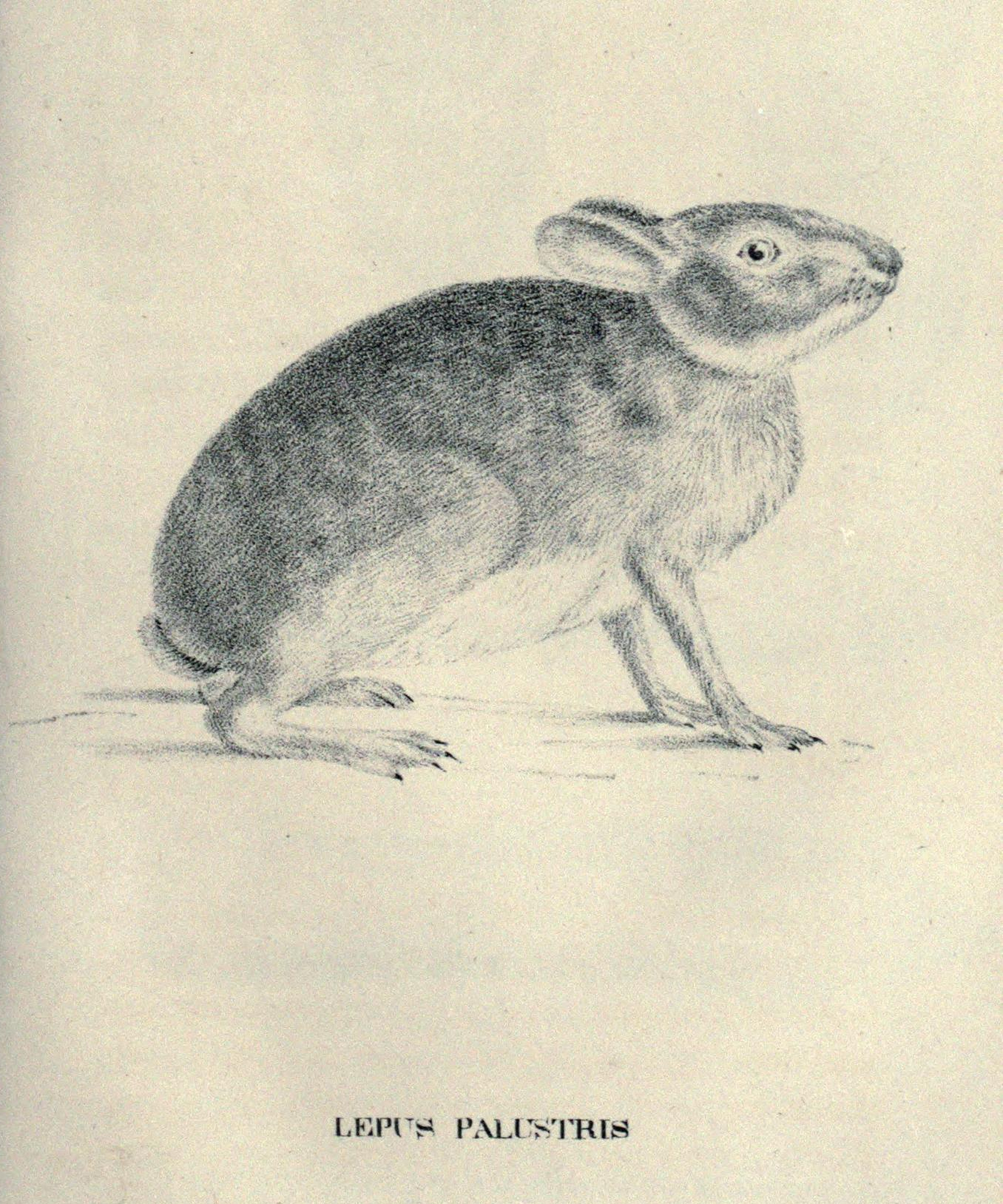
Zeichnung des Marschkaninchens in der Erstbeschreibung 1837

Das Marschkaninchen wird als eigenständige Art den Baumwollschwanzkaninchen (Gattung Sylvilagus) zugeordnet. Wissenschaftlich erstbeschrieben wurde es 1837 als Lepus palustris von dem amerikanischen Naturgelehrten und Priester John Bachman.
Innerhalb der Art werden mit der Nominatform Sylvilagus palustris palustris sowie S. p. paludicola und das nur auf den Florida Keys vorkommende S. p. hefneri drei Unterarten beschrieben.

## Gefährdung und Schutz
Das Marschkaninchen wird von der International Union for Conservation of Nature and Natural Resources (IUCN) aufgrund der Bestandsgröße und des großen Verbreitungsgebietes als nicht gefährdet (least concern) eingestuft. Eine Ausnahme stellt die auf den Florida Keys vorkommende Unterart S. p. hefneri dar, die von der IUCN als vom Aussterben bedroht (critically endangered) eingestuft wird.

## Belege
1. 1 2 3  
Joseph A. Chapman, Gane R. Willner: Sylvilagus palustris. In: Mammalian Species. Band 153, 1981, S. 1–3 (Volltext [PDF; 219 kB]). Volltext (Memento des Originals vom 4. März 2016 im Internet Archive)  Info: Der Archivlink wurde automatisch eingesetzt und noch nicht geprüft. Bitte prüfe Original- und Archivlink gemäß Anleitung und entferne dann diesen Hinweis.
2. 1 2 3 4  
Joseph A. Chapman, Gerardo Ceballos: The Cottontails. In: Joseph A. Chapman, John E. C. Flux (Hrsg.): Rabbits, Hares and Pikas. Status Survey and Conservation Action Plan. (PDF; 11,3 MB) International Union for Conservation of Nature and Natural Resources (IUCN), Gland 1990; S. S. 106. ISBN 2-8317-0019-1.
3. 1 2 3 4  
Sylvilagus palustris in der Roten Liste gefährdeter Arten der IUCN 2012.2. Eingestellt von: C.A. Faulhaber, Andrew T. Smith, 2008. Abgerufen am 26. November 2012.
4. ↑  
John Bachman: Description of a new species of hare found in South Carolina. Journal of the Academy of Natural Sciences of Philadelphia 7, 1837; S. 194–199. (Digitalisat)
5. ↑  
Don E. Wilson & DeeAnn M. Reeder (Hrsg.): Sylvilagus palustris (Memento des Originals vom 25. März 2016 im Internet Archive)  Info: Der Archivlink wurde automatisch eingesetzt und noch nicht geprüft. Bitte prüfe Original- und Archivlink gemäß Anleitung und entferne dann diesen Hinweis. in Mammal Species of the World. A Taxonomic and Geographic Reference (3rd ed).